# Velitres
Velitres (en llatí: Velitrae) va ser una ciutat del Latium, a la part sud de les colines Albanes, mirant a les maresmes Pomptines, a l'esquerra de la via Àpia. Encara que dins els límits de Laci no se sap si era una ciutat llatina o dels volscs. Dionís d'Halicarnàs inclou la ciutat entre les trenta ciutats de la Lliga llatina però ell mateix la descriu en un altre lloc com una ciutat dels volscs que va combatre contra el rei de Roma Anc Marci, i fou assetjada pels romans i sotmesa, i es va establir una aliança en termes favorables a la ciutat.
El 494 aC, període en què Dionís d'Halicarnàs l'esmenta com a part de la Lliga Llatina, Titus Livi diu que era una ciutat dels volscs i que la va arrabassar a aquest poble el cònsol Aulus Virgini Tricost. Segons Livi s'hi va establir un colònia romana que va arribar allí el mateix any i reforçada amb nous colons el 492 aC. Dionís només parla de la colònia del 492 aC que diu va substituir a l'exhaurida població de la ciutat, reduïda per causa de la pesta.
La colònia va caure aviat en decadència i es van enviar més colons el 404 aC. Els colons no van ser lleials i després de la guerra contra els gals els colons es van unir als volscs contra Roma i es van revoltar. Van ser derrotats l'any 381 aC juntament amb Praeneste i els volscs, i la ciutat la va ocupar Roma l'any 380 aC.
Després d'aquest any es van produir una sèrie de revoltes i lluites contra Roma que van alternar amb períodes de pau, el que voldria dir que era una ciutat independent; sembla que els romans la van ocupar més d'una vegada però no va tornar a ser colònia. Així sabem que el 370 aC estaven en guerra amb Roma i van assolar el territori dels llatins (aliats romans) i van assetjar Túsculum, però van ser derrotats i els romans van assetjar la ciutat durant dos anys sense que se sàpiga si finalment es va rendir o la van ocupar. El 358 aC tornava a estar revoltada i saquejava territoris romans, i res se sap de la resposta romana.
L'any 340 aC la ciutat es va unir a la Lliga Llatina contra Roma i va no es va escapar de la derrota de tots els llatins a Astura el 338 aC. Es va elegir la ciutat per un càstig exemplar ja que havia estat formada per antics ciutadans romans. Van destruir les muralles i van expatriar els senadors i els magistrats. Llavors es va tornar a enviar un grup de colons romans i va esdevenir un municipi romà.
Durant el període dels Gracs va rebre un nou cos de colons. Va seguir com a municipi sota l'Imperi, ja que era la ciutat natal de la gens Octàvia, ancestres d'Octavi August (el seu avi i el seu besavi van ser cavallers que van exercir magistratures locals a la ciutat).
Era encara municipi fins al temps de Claudi quan va rebre una colònia militar. Amb aquest estatus va existir durant tot l'imperi i va seguir a l'edat mitjana.
Avui es diu Velletri.